# Elena Vaenga
Elena Vladimirovna Khrulyova, conocida como Elena Vaenga y Elena Vayenga (en ruso : Елена Ваенга) (1977- ) es una cantante, compositora y actriz rusa.
Elena Vaenga relevante y popular cantante rusa, su estilo de canto es principalmente song song, folk rock, chanson. Canta canciones populares y clásicas, derivadas de poemas clásicos rusos, así como composiciones propias. Ha actuado junto al Coro del Ejército Rojo en numerosas ocasiones. Laureado de los premios "Chanson of the Year".
Su nombre artístico deriva de su ciudad natal, llamada Vaenga, por donde pasa el río del mismo nombre, hasta el 18 de abril de 1951. Su seudónimo fue inventado por su madre y se basa en la palabra en saami "ciervo" (kild vayongg).
Ha realizado actuaciones en Rusia como en otros muchos países como Israel, Alemania y Ucrania. En 2011, Vaenga ocupó el noveno lugar en la lista de los artistas rusos más exitosos, con un ingreso total para ese año de más de seis millones de dólares.

## Biografía
Elena Vladimirovna Khrulyova nació el 27 de enero de 1977 en Severomorsk, óblast Murmansk, en la entonces República Socialista Federativa Soviética de Rusia, en la Unión Soviética, actualmente Rusia. Su madre era química y su padre ingeniero. Su abuelo materno fue contraalmirante y los paternos fueron sobrevivientes del Sitio de Leningrado realizado por el ejército alemán durante la Segunda Guerra Mundial.
En el año 2012 dio a luz en San Petersburgo a su primer hijo fruto de su unión con el productor Ivan Matvienko. En 2016 se casó con Roman Sadyrbaev.
Con 9 años de edad compuso su primera pieza titulada Pigeons que fue ganadora del Concurso de compositores jóvenes de la Unión en la península de Kola. Cursó estudios de música y piano en el Colegio Musical. N. A. Rimski-Kórsakov de San Petersburgo donde también recibió l diploma del profesor acompañante.
Con la intención de ser actriz se inscribió en Academia de Teatro LGITMiK en el curso de G. Trostyanetsky, pero tubo que abandonar los estudios actorales a los dos meses al ser invitada a grabar su primer álbum discográfico en Moscú. Este trabajo estaba producido por Stepan Razin.
En el año 2000, de vuelta a San Peterburgo, se inscribió ene le curso de PS Velyaminov del instituto Báltico de Ecología, Política y Derecho del Departamento de Artes Teatrales. Completó el curso obteniendo el diploma en la especialidad de "arte dramático".
Elena Vaenga ha estado actuando desde los 19 años de edad. Tras varios premios y actuaciones en diversos lugares en el año 2005 alcanza popularidad gracias al álbum "White Bird". En 2009 recibe el premio "Golden Gramophone" por la canción I smoke. Al año siguiente lo vuelve a recibir por la pieza Airport y es galardonada por primera vez el festival "Canción del año" interpretando la composiciónAbsinthe. El "Golden Gramophone" lo vuelve a ganar al año próximo con la canción Keys y en 2012 presenta las piezas Chopin y Where was.
Ha participado regularmente en el Concierto del Kremlin y realiza giras de numerosos conciertos por todo Rusia, solo en 2011 tubo más de 150, y el extranjero.

## Respuesta de música y medios
Musicalmente, Elena Vaenga tiene muchos registros. Tiene influencias del pop occidental, así como los clásicos elementos de Estada y folklore popular. El repertorio de la cantante va desde el piano con baladas lentas a mambo —ritmo codificado single Kurju—, o piezas como taiga, una canción sobre la belleza del campo ruso, Ptiza Belaya, serdze Olowjannoje o Sí sabywaju ljubimowo.
El repertorio tradicional ruso está muy presente en su obra, en las actuaciones con el coro del Ejército Rojo, canta clásicos como el Himno Guerra Mundial La Guerra Santa o la pieza Kubanskije Kazaki —una canción muy conocida de la película cosacos del Kuban de 1948—.
Realiza conciertos en directo con grandes producciones con acompañamiento orquestal y numerosos artistas invitados. Medios como Komsomolskaya Pravda la describen como uno de las más populares artistas de la canción de Rusia. Algunos periodistas la comparan con artistas como Wajengas - tales como el cantante chanson Grigory Leps o el líder de la banda y cantautor en Zemfira
A menudo se destaca como un factor positivo es su presencia en directo el contacto con el público. El diario Frankfurter Neue Presse declaró que la cantante, con motivo de su gira por Alemania en 2012, para estar en el ínterin llegó en el éxito de las escaleras en la parte superior. En comparación con el mercado de la música de entretenimiento alemán, toman un papel similar como Mireille Mathieu, Caterina Valente o Gitte Hænning. Wajengas viven rendimiento caracteriza el post con las siguientes palabras: (...) En un vestido de noche de fiesta y peinada con precisión que entra en la etapa e inmediatamente toda la atención y simpatía cuando canta en ruso sobre temas que preocupan a muchos: sentimientos Amor, solidaridad entre la gente. Vaenga está acompañado por una banda que es muy similar en sonido a la música ligera occidental. Musicalmente los dignas Entretenimiento de. Schlager pegan melodías Chanson-Esprit y los motivos a veces gente-étnica.

## Premios y reconocimientos
- Premio Golden Gramophone (Золотой граммофон) los años 2009, 2010, 2011, 2012, 2013 y 2014.
- 20 mejores cancioneslos años
- La canción del año los años 2010, 2011, 2012.
- Premio Piter FMel año 2010, 2011
- Chanson del año el año 2011, 2012, 2013, 2014, 2015, 2016
- Premio Muz-TV el año 2011
- Premio Real MusicBox el año 2016 el 2017.
- Premio nacional de música rusa"Lady Dee" el año 2016

- Medalla "por el fortalecimiento de la Commonwealth de combate";[4]
- Medalla "Al participante de la operación militar en Siria";[5]
- Orden de Honor de Kuzbass (18 de marzo de 2016)
- Medalla “Por la fe y la bondad”  (Medalla No. 15372, Resolución del Gobernador de la Región de Kemerovo del 16 de agosto de 2010) ;[6]
- Insignia de honor "Por servicios a San Petersburgo"  (25 de septiembre de 2013) ;[7][8]
- Insignias del Servicio Federal de Migración de Rusia en San Petersburgo y la región de Leningrado "Por Mérito" grados I y II;
- Insignia de honor "20 años de la retirada de las tropas soviéticas de Afganistán";
- Medalla "al 110 aniversario del nacimiento de Sergei Yesenin";
- Medalla conmemorativa "Día del Defensor de la Patria" "(Decisión de la Asamblea Legislativa de San Petersburgo de fecha 21 de febrero de 2009 No. 17/3)";
- Medalla "Por la resurrección de los cosacos del Don"  (Orden del atamán del 'Ejército del Gran Don' del 17 de marzo de 2009) ;
- Medalla "Por la voluntad cosaca" "(Orden de la Sociedad Cosaca del Cuerpo del Don Inferior de fecha 16 de marzo de 2010 No. 25)";
- Artista de Honor de la República de Adygea  (17/11/2016) ;[9]
- Artista de Honor de la República de Mari El  (15/03/2017) .[10]

## Discografía

### Álbumes
- 2003 - Retrato (Портрет)
- 2003 - Flauta 1 (Флейта 1)
- 2005 - Flauta 2 (Флейта 2)
- 2005 - Pájaro blanco(Белая птица)
- 2006 - Chopin (Шопен)
- 2007 - Ausente (Абсент)
- 2007 - Dunas (Дюны)
- 2008 - Llaves (Клавиши)
- 2012 - Lena (Лена)
- 2015 — New
- 2018 — 1+1 Duetos (Дуэты)
- 2021 —  # re # la (#ре#ля)

### DVD
- 2007 - Concierto de cumpleaños (Концерт в День Рождения)
- 2008 - Corazón congelado (Ледяное сердце)
- 2009 - Deseo el sol (Желаю солнца)
- 2009 - Corazón congelados 2 (Ледяное сердце 2)
- 2011 - Pájaro blanco (Белая птица)